# Villaines-sous-Malicorne
Villaines-sous-Malicorne ist eine französische Gemeinde mit 1.035 Einwohnern (Stand: 1. Januar 2022) im Département Sarthe in der Region Pays de la Loire. Sie gehört zum Arrondissement La Flèche und zum Kanton La Flèche (bis 2015: Kanton Malicorne-sur-Sarthe). Die Einwohner werden Villainais genannt.

## Geographie
Villaines-sous-Malicorne liegt etwa 32 Kilometer südwestlich von Le Mans. Umgeben wird Villaines-sous-Malicorne von den Nachbargemeinden Arthezé im Norden, Bousse im Osten, La Flèche im Süden, Crosmières im Westen und Südwesten sowie Le Bailleul im Westen.

## Bevölkerungsentwicklung
| 1962                       | 1968 | 1975 | 1982 | 1990 | 1999 | 2006 | 2017 |
| -------------------------- | ---- | ---- | ---- | ---- | ---- | ---- | ---- |
| 747                        | 745  | 796  | 730  | 725  | 746  | 936  | 1025 |
| Quellen: Cassini und INSEE |      |      |      |      |      |      |      |

## Sehenswürdigkeiten
- Kirche Saint-Germain aus dem 11./12. Jahrhundert, Monument historique
- Kapelle L’Aubinière
- Reste einer Turmhügelburg bei La Roche-Simon

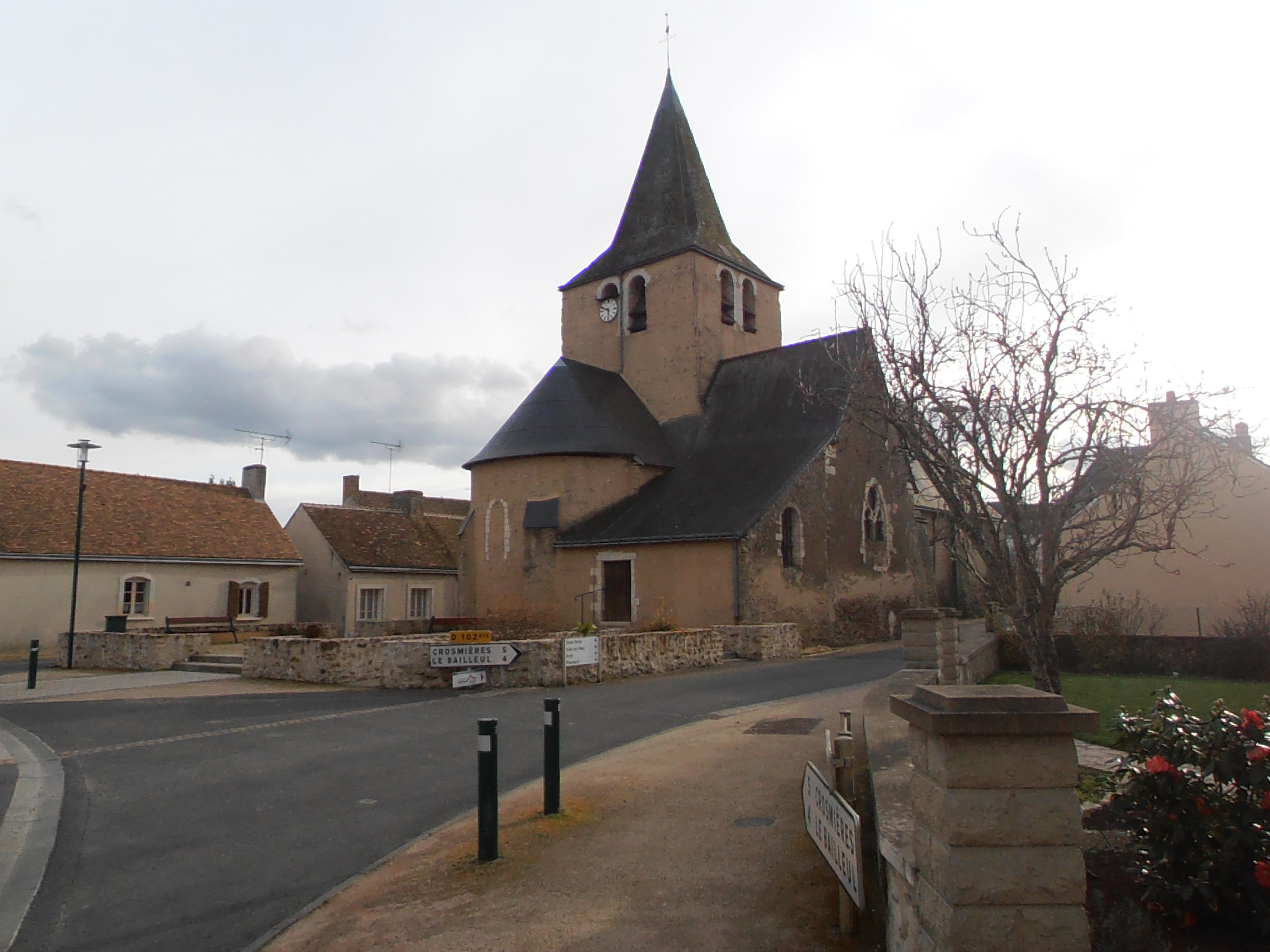
Kirche Saint-Germain
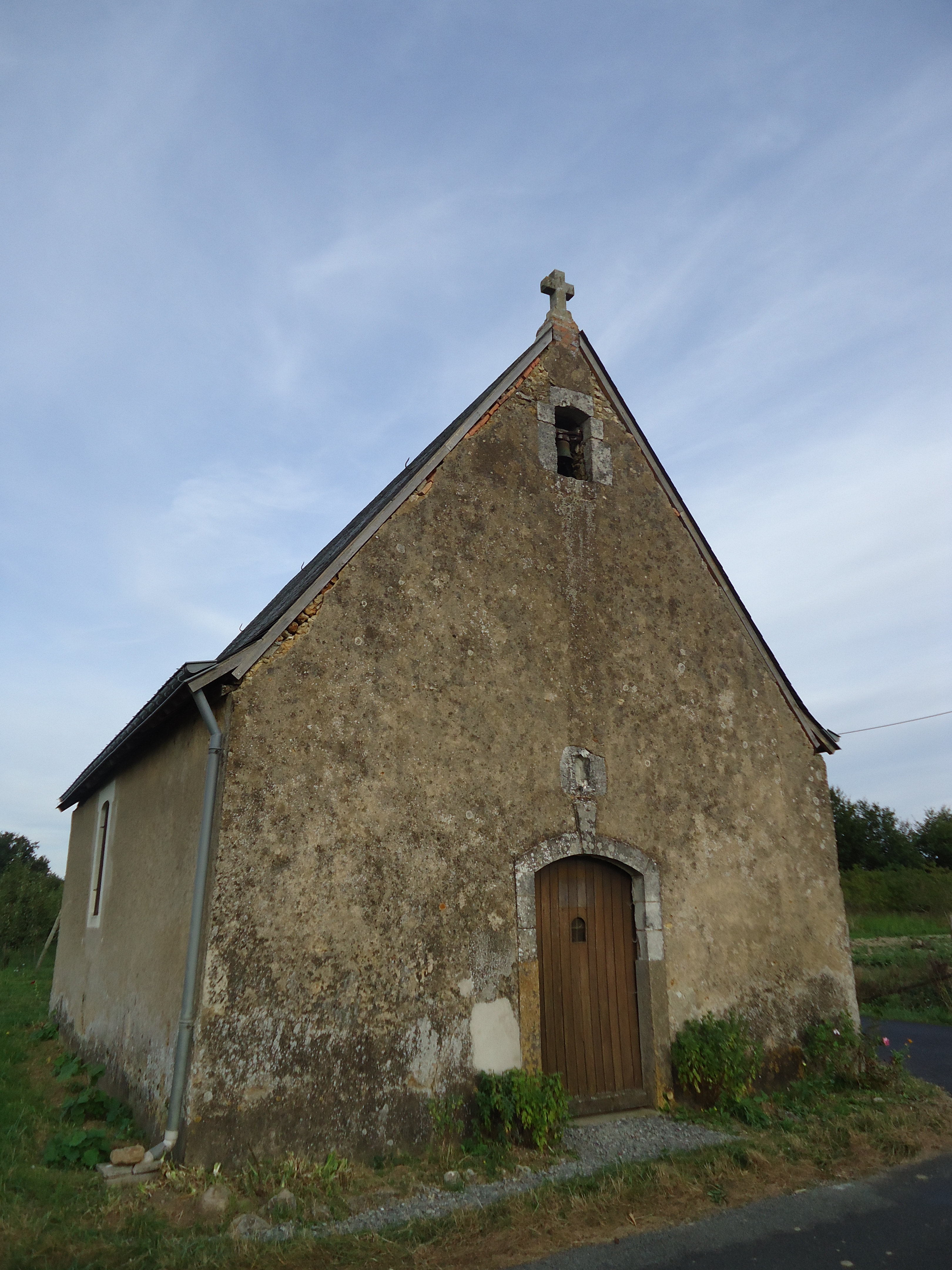
Kapelle L’Aubinière